# 那智號重巡洋艦
那智（なち）是日本海軍妙高型重巡洋艦的二號艦。命名来源是和歌山县的那智山。雷伊泰灣海戰中第二遊撃部隊（志摩艦隊）的旗艦。

## 艦歷
1924年11月26日于吴海军工厂开始建造，1927年6月15日下水，次年11月26日开始服役。就役后，1932年（昭和7年）参与一二八事变的警备任务。
1941年（昭和16年）12月开始参与太平洋战争，曾参与过帕劳、达沃市、万鸦老、安汶岛、望加锡等处的攻占及支援任务。
1942年（昭和17年）2月17日参与帝汶、德里、古邦的攻占及支援任务，22日返航。24日参与爪哇岛 的攻占及支援任务。27日、28日，在巽他群岛海域遭遇同盟国（荷兰、美国、英国、澳大利亚）舰队，并交战。3月10日编入北方部队。4月11日，于厚岸町入港后被编为第5舰队旗舰。5月26日出航参与阿留申群岛战役。
1943年（昭和18年）3月7日到13日，在阿图岛参与的运输任务。22日，在幌筵岛参与运输及出击任务。27日参与阿图岛海域海战，受到美军重巡洋舰““盐湖城”(USS Salt Lake City, CA-25)的攻击，导致“那智号”轻度损伤，11名船员战死，21名船员受伤。
9月6日20时56分左右，从大凑向幌筵島航行的“那智号”遭遇美军潜艇“大比目鱼”(USS Halibut, SS-232)，并向其发射了3枚鱼雷，但其中2枚并未正常爆炸，只是凹陷及进水。
1944年（昭和19年）10月21日的莱特湾，作为第二游击部队（志摩舰队）的旗舰与来袭的美军舰艇交战。25日，在苏里高海峡与严重受损的重巡洋舰“最上号”相撞受损，28日在马尼拉进港维修。
11月5日，在马尼拉湾遭遇美军航空母舰“列克星敦”(USS Lexington, CV-16) 和“提康德罗加”(USS Ticonderoga, CV-14) 舰载机的空袭，数枚炸弹、鱼雷命中“那智号”后沉没14°31′N 120°44′E / 14.517°N 120.733°E。船员807人战死，220人得到救援。

## 同型艦
妙高號重巡洋艦，妙高級重巡洋艦一號艦
足柄號重巡洋艦，妙高級重巡洋艦三號艦
羽黑號重巡洋艦，妙高級重巡洋艦四號艦

## 武器裝備
（新造時）
- 50倍徑3年式20cm雙聯裝炮5座　10門
- 45倍徑10年式12cm高角炮　6座
- 留式7.7mm單装機槍　2挺
- 13式水上固定發射管　12門　（魚雷：8年式2號61cm　24支）

（最終時）
- 50倍徑3年式Ⅱ號20cm（20.3cm）雙聯裝炮5座　10門
- 40倍徑89式12.7cm雙聯裝高角炮　4座
- 96式25mm雙聯裝機槍　10座　同　單裝　28座
- 92式4聯裝發射管　2座　（魚雷：93式酸素魚雷61cm　16支）
- 2号1型雷達　1座
- 2号2型雷達　2座
- 1号3型雷達　1座
- E-27　逆探　（搭載数不明）

## 歷代艦長

### 艤裝員長
1. 新山良幸 大佐：1928年5月21日 - 1928年9月10日

### 艦長
1. 新山良幸 大佐：1928年9月10日 -
2. 大西次郎 大佐：1929年11月30日 -
3. 平田昇 大佐：1930年12月1日 -
4. 田畑啓義 大佐：1931年12月1日 -
5. 大和田芳之介 大佐：1932年12月1日 -
6. 祝原不知名 大佐：1933年11月15日 -
7. 小松輝久 大佐：1934年11月15日 -
8. 戸塚道太郎 大佐：1935年12月2日 -
9. 福田良三 大佐：1936年11月16日 -
10. 岩越寒季 大佐：1937年12月1日 -
11. （兼）佐藤勉 大佐：1939年10月10日 -
12. 八代祐吉 大佐：1939年11月15日 -
13. 高間完 大佐：1940年11月15日 -
14. 清田孝彦 大佐：1941年8月20日 -
15. 曽爾章 大佐：1942年11月16日 -
16. 渋谷紫郎 大佐：1943年9月10日 -
17. 鹿岡円平 大佐：1944年8月20日 - 11月5日戦死